# Salvàtic Bonacolsi
Salvàtic Bonacolsi fou fill de Pinamonte Bonacolsi. Fou cavaller de l'orde Teutònic. Es va casar amb Antònia Nogarole de Verona i va tenir un fill anomenat Turlino Bonacolsi, casat el 1286 amb Bartolomea Masio, filla i hereva de Ruggero Masio comte de Gazoldo, de la que van tenir una filla, Felicita Masio que va heretar el comtat de Gazoldo (aquesta filla es va casar el 1305 amb Albertino di Giovanni Rombaldo degli Ippoliti).